# ألفرد رودريغوس
ألفرد رودريغوس (بالإنجليزية: Alfred Rodrigues)‏ هو فنان جنوب أفريقي، ولد في 18 أغسطس 1922، وتوفي في 12 يناير 2002.